# لي جاي سونغ
لي جاي سونغ هو لاعب كرة قدم كوري جنوبي. يلعب كلاعب وسط. مثّل منتخب كوريا الجنوبية لكرة القدم. سبق له أن لعب في كأس العالم لكرة القدم مع منتخب بلاده.

## مسيرته الكروية
لعب لي جاي سونغ خلال مسيرته الاحترافية مع ناديين في سبعة مواسم وسجل خلالها 40 هدف ضمن 197 مباراة. ولم يفز بأي موسم بالكأس وفاز في أربعة مواسم بالدوري.
خاض لي جاي سونغ مسيرته مع نادي جونبك هيونداي موتورز في موسم 2014 ليلعب معه خمسة مواسم، مشاركًا في 137 مباراة سجل خلالها 26 هدفًا. ثم انتقل إلى نادي هولشتاين كيل في موسم 2018–19 ولمدة موسمين، حيث شارك في 60 مباراة سجل خلالها 14 هدفًا.

## روابط خارجية
- لي جاي سونغ على موقع الاتحاد الدولي (مؤرشف)  (الإنجليزية)
- لي جاي سونغ على موقع دوري كوريا الجنوبية (الإنجليزية)
- لي جاي سونغ على موقع قاعدة بيانات كرة القدم.إي يو (الإنجليزية)
- لي جاي سونغ على موقع ناشيونال فوتبول تيمز (الإنجليزية)
- لي جاي سونغ على موقع Soccerbase.com (لاعب) (الإنجليزية)
- لي جاي سونغ على موقع Soccerway.com (الإنجليزية)
- لي جاي سونغ على موقع عالم كرة القدم.نت (الإنجليزية)